# Гольонша-Гурна
Гольонша-Гурна (пол. Goląsza Górna) — село в Польщі, у гміні Псари Бендзинського повіту Сілезького воєводства.
Населення — 188 осіб (2011).
У 1975-1998 роках село належало до Катовицького воєводства.

## Демографія
Демографічна структура станом на 31 березня 2011 року:
|          | Загалом | Допрацездатний вік | Працездатний вік | Постпрацездатний вік |
| -------- | ------- | ------------------ | ---------------- | -------------------- |
| Чоловіки | 97      | 6                  | 69               | 22                   |
| Жінки    | 91      | 7                  | 49               | 35                   |
| Разом    | 188     | 13                 | 118              | 57                   |